# Sympistis disfigurata
Sympistis disfigurata là một loài bướm đêm thuộc họ Noctuidae. Nó được tìm thấy ở Texas.
Sải cánh dài khoảng 28 mm.